# Jake LaMotta
Jake LaMotta, właśc. Giacobbe LaMotta (ur. 10 lipca 1922 w Nowym Jorku, zm. 19 września 2017 w Aventurze) – amerykański bokser pochodzenia włoskiego, zawodowy mistrz świata wagi średniej (1949–1951) i stand-uper.
Wyróżniał się niezwykłą wytrzymałością i z tego powodu był nazywany „Bykiem z Bronksu” (Bronx Bull). Stoczył 106 walk, wygrał 83 z nich (30 przed czasem), zremisował w 4, a przegrał 19. W 1990 został wprowadzony do International Boxing Hall of Fame. W 2002 zajął 52. miejsce na liście „80 najlepszych wojowników ostatnich 80 lat” magazynu „The Ring”.

## Życiorys

### Młodość
Urodził się w Lower East Side, dzielnicy Manhattanu, jako jedno z pięciorga dzieci Elizabeth (Merluzzo) i Josepha LaMotty. Jego matka urodziła się w Stanach Zjednoczonych w rodzinie włoskich imigrantów, podczas gdy jego ojciec był imigrantem z Mesyny na Sycylii. Miał dwie siostry – Annę (ur. 1924, zm. 2021) i Marię oraz dwóch braci – Giuseppe „Joeya” (ur. 1925, zm. 2020) i Alberta (ur. 1929, zm. 2021). Rodzina mieszkała krótko w Filadelfii, po czym wróciła do Nowego Jorku i osiedliła się w nowojorskiej dzielnicy Bronx. Jego ojciec zmuszał go do walki z innymi chłopcami za pieniądze sąsiadów, które wykorzystywał na opłacenie czynszu. LaMotta wpadał w konflikty z prawem, a po tym, jak został złapany za usiłowanie włamania, trafił do zakładu poprawczego Coxsackie dla młodocianych przestępców. Tam nauczył się boksować i potem brał udział w walkach amatorskich. Podczas II wojny światowej został zwolniony ze służby wojskowej z powodu operacji wyrostka sutkowego na jednym z uszu.

### Kariera bokserska
Karierę zawodową rozpoczął w 1941 roku, w wieku 19 lat. W 1942 stoczył swoją pierwszą walkę z Sugarem Rayem Robinsonem; LaMotta przegrał na punkty, ale udało mu się powalić Robinsona w pierwszej rundzie na deski. Po tej walce LaMotta pokonał wielu innych rywali, w tym Henryka Chmielewskiego w listopadzie 1942 w Bostonie, wygrywając z nim na punkty. 5 lutego 1943 po raz drugi stanął w ringu z Sugarem Rayem Robinsonem, gdy sędziowie punktowi jednogłośnie orzekli zwycięstwo LaMotty. Trzy tygodni (26 lutego) później doszło do rewanżu. 16 czerwca 1949 zdobył mistrzowski tytuł, wygrywając z Marcelem Cerdanem. Obronił go w pojedynkach z Tiberio Mitrim (12 lipca 1950) oraz Laurentem Dauthuillem (13 września 1950). Ten ostatni został uznany przez magazyn „The Ring” za walkę 1950. LaMotta przegrywał na punkty u wszystkich sędziów, gdy znokautował Dauthuille’a w ostatniej rundzie. 14 lutego 1951 Robinson i LaMotta spotkali się po raz szósty i ostatni, a dramatyczny finał został zapamiętany jako jedyna w swoim rodzaju „Walentynkowa masakra”. LaMotta utracił pas mistrzowski na rzecz Robinsona, który zrezygnował z tytułu mistrzowskiego w wadze półśredniej.

### Kariera aktorska
Po zakończeniu kariery bokserskiej prowadził bar przy 1120 Collins Ave w Miami Beach, w którym też występował jako stand-uper. Wystąpił na ekranie w dramacie Rebellion in Cuba (1961) w roli Julio, dramacie Roberta Rossena Bilardzista (The Hustler, 1961) jako barman i pięciu odcinkach sitcomu NBC Wóz 54, zgłoś się! (Car 54, Where Are You?, 1962–1963) z Fredem Gwynne. W 1965 trafił na scenę Broadwayu jako Wielki Jule w komedii muzycznej Faceci i laleczki. Wystąpił w teledysku Toma Waitsa do piosenki „Downtown Train” (1985). Pojawił się jako gangster stojący przy barze w dramacie kryminalnym Mario Van Peeblesa New Jack City (1991). W 2012, w wieku 90 lat, wystąpił w autobiograficznej rewii zatytułowanej Lady and the Champ, która przez dwa tygodnie wystawiana była na off-Broadwayu.

### Wściekły Byk
W 1970 wydał książkę biograficzną Raging Bull: My Story (Wściekły Byk: Moja opowieść), na podstawie której w 1980 Martin Scorsese wyreżyserował film Wściekły Byk. W główną rolę LaMotty wcielił się Robert De Niro, który za swój występ otrzymał Oscara. Specjalnie do tej roli De Niro przytył 27 kg i uczył się boksu. W 2016 zrealizowany został biograficzny dramat sportowy The Bronx Bull, gdzie rolę LaMotty zagrał William Forsythe. Jego plakat, promujący jedną z jego historycznych walk, można zobaczyć w filmie Ojciec chrzestny (1972), w scenie z Donem Corleone (Marlon Brando).

### Kłopoty z prawem
W 1958 został aresztowany i oskarżony o przedstawienie mężczyzn nieletniej dziewczynie w klubie, którego był właścicielem w Miami. Był skuty łańcuchami przez 6 miesięcy, chociaż przez cały ten czas utrzymywał, że jest niewinny.

## Życie prywatne
Był sześciokrotnie żonaty; z Idą Gabriele (1941–1942), Beverly „Vicki” Thailer (1945–1957), Sallye M. Keener (od 1960), Dimitrią Minakakis Makris (od 1970), Deborah Broffman (od 1975) i Denise Baker (od 2013 do jego śmierci). Miał cztery córki – Jacklyn, Christie, Elisę i Mię oraz dwóch synów – Jacke’a (zm. w lutym 1998 na raka) i Josepha (we wrześniu 1998 zginął w katastrofie lotu Swissair 111).

### Śmierć
Zmarł 19 września 2017 w domu opieki w Aventurze w pobliżu Miami na zapalenie płuc w wieku 95 lat.